# (98) Iante
Ianthe és l'asteroide núm. 98 de la sèrie. Fou descobert per en Christian Heinrich Friedrich Peters (1813-1890) a Clinton (Nova York) el 18 d'abril de 1868, i fou una de les seves nombroses descobertes del segle xix. És un asteroide gran del cinturó principal d'asteroides. És molt fosc i està compost per carboni.